# Vårdö, Lovisa
För andra betydelser, se Vårdö (olika betydelser).
Vårdö är en ö i Finland. Den ligger i Finska viken och i kommunen Lovisa i den ekonomiska regionen  Lovisa i landskapet Nyland, i den södra delen av landet. Ön ligger omkring 76 kilometer öster om Helsingfors.
Öns area är 24 hektar och dess största längd är 0,9 kilometer i öst-västlig riktning. Ön höjer sig omkring 10 meter över havsytan.